# K.F. Lehtonen
Kustaa Fredrik Lehtonen, född Gustaf Fredrik Skytt 20 oktober 1883 i Tavastehus, död 6 augusti 1962 i Helsingfors, var en finländsk samlingspartistisk politiker. Han var Samlingspartiets partiledare 1945–1946 och ledamot av Finlands riksdag 1933–1936 samt 1943–1945.
Lehtonen var till sin utbildning agronom och fick år 1944 av republikens president hederstiteln lantbruksråd.